# Агнес Елизабет фон Барби-Мюлинген
Агнес Елизабет фон Барби-Мюлинген (на немски: Agnes Elisabeth von Barby-Mühlingen* 18 декември 1600 в Мюлинген; † 6 януари 1651 в Барби) е графиня от Барби-Мюлинген и чрез женитба графиня на Щолберг.
Тя е дъщеря на граф Йост II фон Барби-Мюлинген-Розенбург (1544 – 1609) и втората му съпруга София фон Шварцбург-Рудолщат (1579 – 1630), дъщеря на граф Албрехт VII фон Шварцбург-Рудолщат (1537 – 1605) и графиня Юлиана фон Насау-Диленбург (1546 – 1588). По-малка сестра е на граф Албрехт Фридрих (1597 – 1641) и на граф Йост Гюнтер (1598 – 1651).
Тя умира на 6 януари 1651 г. на 50 години в Барби и е погребана в църквата Св. Мартини в Щолберг.

## Фамилия
Агнес Елизабет фон Барби-Мюлинген се омъжва на 18 юни 1633 г. в дворец Барби за граф Йохан Мартин фон Щолберг (* 4 ноември 1594; † 22 май 1669), вторият син на граф Христоф II цу Щолберг (1567 – 1638). Те имат децата:
- Христоф Лудвиг I (1634 – 1704), граф на Щолберг-Щолберг, женен на 29 октомври 1665 г. в Дармщат за ландграфиня Луиза Христина фон Хесен-Дармщат (1636 – 1697), дъщеря на Георг II фон Хесен-Дармщат (1605 – 1661)
- София Хедвиг (*/† 1635)
- Хайнрих Гюнтер (1637 – 1656)
- Фридрих Вилхелм (1639 – 1684), граф на Щолберг-Щолберг, женен на 1 декември 1674 г. за Христиана Елеонора фрайин фон Фризен (1659 – 1696)